# ميكيل بلاسيدو
ميكيل بلاسيدو (بالإيطالية: Michele Placido)‏ (مواليد 19 مايو 1946). ممثل ومخرج إيطالي معروف عالميا، اشتهر بدوره التمثيلي في مسلسل لابيوفرا La piovra.

## سيرة
ولد بلاسيدو في أسكولي ساتريانو في جنوب إيطاليا لأسرة فقيرة من ريونيرو إن فيرتوري، بازيليكاتا وينحدر نسبه من قاطع الطريق الشهير كأرميني كروكو. الذي عد في مقاطعة بازيليكاتا بطلا شعبيا.
عمل منذ شبابه في عدة مهن، كما درس في المدرسة القومية الإيطالية للسينما في روما. كما درس برفقة سيلفيو داميشو في أكاديمية الفنون المسرحية. كان أول ظهور له في مسرحية حلم ليلة منتصف الصيف في العام 1969. بعد عامين بدأ العمل في أفلام لمخرجين من أمثال لويجي كومنشيني، ماريو مونيشيلي، سالفاتوري سامبيري، داميانيو دامياني، فرانشيسكو روتسي، والريان بروكزيك، ماركو بيلوكيو وكارلو ليتساني.
كان أول نجاح له في دور الجندي باولو ماتسيري في فيلم Marcia trionfale الذي أخرجه بيلوكيو العام 1976 حيث فاز بجائزة ديفيد دي دوناتيللو في إيطاليا التي تماثل جوائز الأوسكار في الولايات المتحدة. بعد عامين ربح جائزة الدب الذهبي في برلين عن دوره كعامل مثلي الجنس في الميلودراما الساخرة إرنيستو التي أخرجها سامباري العام 1978.
ظهر في عدة أفلام تلفزيونية في سنوات السبعينيات، لكن في العام 1983 حقق أكبر نجاح تلفزيوني له على الإطلاق حين جسد دور محقق الشرطة الذي يتابع نشاطات المافيا في مسلسل الجريمة والكوميديا السوداء لا بيوفرا الذي أخرجه داميانو دامياني، كما لعب الدور ذاته في الأجزاء التالية الثلاث من المسلسل وذلك حتى تم اغتيال الشخصية في قصة المسلسل. بعد ذلك لعب أدوار محقق أو رجل شرطة في عدد من الأفلام والمسلسلات التلفزيونية التي تناولت الجريمة المنظمة بما فيه فيلم سيرة شبه ذاتية حول القاضي الإيطالي الشهير جيوفاني فالكوني الذي اغتالته المافيا سنة 1992.
في 2008 وفي تغيير لنمط الأدوار جسد شخصية برناردو بروفنسانو أحد زعماء المافيا الصقلية المعروفين في الفيلم التلفزيوني L'ultimo padrino.
كما أن إبنته فيولينتي بلاسيدو تعمل كممثلة هي الأخرى.

## فيلموغرافيا

### ممثل
- Le rose del deserto 2006
- Estrenando sueños 2005
- Liolà 2005
- Il Grande Torino 2004
- L'Odore del sangue 2004
- L'Amore ritorna 2004
- Soraya 2003
- Un Papà quasi perfetto 2003
- Il Posto dell'anima 2003
- Searching for Paradise 2002
- Il Sequestro Soffiantini 2002
- Tra due mondi 2001
- Padre Pio - Tra cielo e terra 2000 (تلفزيون)
- Liberate i pesci! 2000
- Terra bruciata 1999
- Un Uomo perbene 1999
- La Balia 1999
- Panni sporchi 1999
- Del perduto amore 1998
- La Missione 1998
- Le Plaisir (et ses petits tracas) 1998
- Racket 1997
- La Lupa 1996
- Un Eroe borghese 1995
- Padre e figlio 1994
- Poliziotti 1994
- Lamerica 1994
- Quattro bravi ragazzi 1993
- Le Amiche del cuore 1992
- Uomo di rispetto 1992
- Drug Wars: The Cocaine Cartel 1992
- Scoop 1991
- Afganskiy izlom 1990
- La Piovra 4 1989
- Mery per sempre 1989
- Via Paradiso 1988
- Big Business 1988
- Come sono buoni i bianchi 1988
- La Piovra 3 1987
- Ti presento un'amica 1987
- Grandi magazzini 1986
- Notte d'estate con profilo greco, occhi a mandorla e odore di basilico 1986
- La Piovra 2 1985
- Pizza Connection 1985
- Les Amants terribles 1984
- La Piovra 1984
- Ars amandi 1983
- Sciopèn 1982
- Cargo 1981
- Tre fratelli 1981
- Les Ailes de la colombe 1981
- Lulu (opera) 1980
- Salto nel vuoto 1980
- Letti selvaggi 1979
- Il prato 1979
- Sabato, domenica e venerdì 1979
- Ernesto 1979
- Un Uomo in ginocchio 1978
- Io sono mia 1978
- Corleone 1977
- Fontamara 1977
- Kleinhoff Hotel 1977
- 1977 Oedipus Orca
- La Ragazza dal pigiama giallo 1977
- Casotto 1977
- L'Agnese va a morire 1976
- La Orca 1976
- Divina creatura1976
- Marcia trionfale 1976
- Peccati in famiglia 1975
- Moses the Lawgiver 1975
- Orlando Furioso (movie) 1975
- Mio Dio come sono caduta in basso! 1974
- Processo per direttissima 1974
- Romanzo popolare 1974
- Il Picciotto 1973
- La Mano nera - prima della mafia, più della mafia 1973
- Mia moglie, un corpo per l'amore 1973
- Teresa la ladra 1972
- Il Caso Pisciotta 1972

### مخرج
- Romanzo criminale 2005
- Ovunque sei 2004
- Un Viaggio chiamato amore 2002
- Un Altro mondo è possibile 2001
- Del perduto amore 1998
- Un Eroe borghese 1995
- Le Amiche del cuore 1992
- Pummarò 1990